# Alfonso I de Portugal
Alfonso I de Portugal, en portugués, Afonso Henriques, (Guimarães o Viseo, 25 de julio de 1109-Coímbra, 6 de diciembre de 1185) fue el segundo conde del Condado Portucalense de la casa de Borgoña y el primer rey de Portugal.
Gracias a sus conquistas que, a lo largo de cuarenta años, sobrepasaron el doble del territorio legado por su padre, fue conocido como el Conquistador; también se le llamó el Fundador y el Grande. Los musulmanes, en señal de respeto, le llamaron Ibn-Arrik («hijo de Enrique») o El-Bortukali («el portugués»).

## Biografía

### Primeros años y la regencia materna
Alfonso era hijo de Enrique de Borgoña, el segundo conde del Condado Portucalense, de la casa de Borgoña, y de Teresa, hija natural de Alfonso VI de León. Aunque no se sabe con certeza dónde nació, la creencia popular lo hace oriundo de Guimarães, ciudad donde con toda probabilidad fuera criado y viviera hasta 1131, año en que se trasladó a Coímbra. Otros historiadores sostienen, sin embargo, que el lugar de nacimiento del primer rey de Portugal fue la ciudad de Viseo donde su madre pasó largas temporadas en el año de su nacimiento según consta en documentos otorgados por la condesa Teresa.
El 22 de mayo de 1112 murió su padre, el conde Enrique de Borgoña, en su señorío de la ciudad de Astorga. Con apenas tres años de edad, Alfonso quedaba huérfano de padre y heredaba el condado, mientras que su madre tomaba las riendas del gobierno durante la minoría de su hijo.
Ya en 1120 Alfonso había tomado una posición política opuesta a la de su madre, quien por su relación sentimental con el conde Fernando Pérez de Traba, con quien tuvo descendencia, apoyaba al partido de los Traba. El arzobispo de Braga, Paio Mendes, uno de los acérrimos opositores de la condesa Teresa, después  de haber sido hecho preso y liberado posteriormente por influencia del papado, se exilió en el reino de León y se llevó al joven Alfonso, quien el día de Pentecostés de 1125 «se hizo armar caballero por sus propias manos en la Catedral de Zamora».

Este acto constituía simbólicamente su primer gesto de emancipación y de oposición a los ricoshombres que apoyaban la causa de doña Teresa, subordinada a la política del obispo Gelmírez de Santiago y de los poderosos Trabas.

### Soberanía sobre el Condado Portucalense
Restablecida la paz, Alfonso volvió a su condado. Mientras, unos incidentes provocaron la invasión del condado Portucalense por su primo Alfonso VII de León que, en 1127, asedió Guimarães donde se encontraba Alfonso Henriques. Al prometerle lealtad, Alfonso VII desistió de conquistar la ciudad. En diciembre de ese año, «varios castillos al norte del Duero tomaron voz por el joven infante». Unos meses más tarde, el 24 de junio de 1128, las tropas de Teresa de León se enfrentaron en la batalla de San Mamede con las de su hijo Alfonso que venció, consagrando su autoridad en el territorio.
El canónigo del monasterio de Santa Cruz de Coímbra, «el más antiguo historiógrafo de la monarquía» describe esta batalla en los Anais de D. Afonso, Rei dos Portugueses:

Na era de 1166 [ano de 1128], no mês de Junho na festa de S. João Baptista, o ínclito infante D. Afonso (...) com o auxílio do Senhor e por clemência divina, e também graças ao seu esforço e persistência (...) apoderou-se com mão forte do reino de Portugal. Com efeito, tendo morrido seu pai, o conde D. Henrique, quando ele era ainda criança de dois ou três anos, certos [individuos] indignos e estrangeiros pretendiam [tomar conta] do reino de Portugal; sua mãe, a rainha D. Teresa, favorecia-os, porque queria, também, por soberba, reinar em vez de seu marido, e afastar o filho do governo do reino. Não querendo de modo algum suportar uma ofensa tão vergonhosa, pois era já então maior idade e de bom carácter, tendo reunido os seus amigos e os mais nobres de Portugal, que preferiam, de longe, ser governados por ele, do que por sua mãe ou por [pessoas] indignas e estrangeiras. Acometeu-os numa batalha no campo de S. Mamede, que é perto do castelo de Guimarães e, tendo-os vencido e esmagado, fugitam diante deles e prendeu-os. [Foi tanto que] se apoderou do principado e da monarquia do reino de Portugal.

Después de esta batalla, ganada no solamente por sus méritos sino también gracias al apoyo de la nobleza y el clero, Alfonso prendió al conde Fernando Pérez de Traba y sus colaboradores, y también, según la tradición, a su madre. Sin embargo, poco después el conde gallego y Teresa se encontraban libres y en Galicia, según consta en la documentación. Parece que hubo una reconciliación ya que Fernando Pérez de Traba cruzó más de una vez el Miño y su presencia se registra, por ejemplo, el 20 de julio de 1130 cuando confirmó una donación de Alfonso a la catedral de Braga y otra del mismo infante en septiembre del mismo año, así como a principios de 1131 cuando realizó una donación a la catedral de Coímbra en sufragio por el alma de su madre, Teresa de León, fallecida el 1 de noviembre de 1130.
En 1131, mudó su corte a Coímbra, posiblemente para distanciarse e independizarse de la poderosa nobleza señorial norteña que se atribuía la victoria en la batalla de San Mamede. Al mismo tiempo, como Coímbra estaba cerca de la frontera de los territorios ocupados por los musulmanes y constantemente atacada por ellos, Alfonso, una vez establecido ahí, reforzó las defensas de la ciudad y desde ahí, destruyó los centros militares de los enemigos en Santarén y en Lisboa. Según el historiador José Mattoso:

El establecimiento de Alfonso Henríquez en Coímbra abre el camino para el ensanche del territorio; y este ensanche, a su vez, hace posible la supervivencia del Portugal como país independiente.

Alfonso apoyó generosamente la fundación del Monasterio de Santa Cruz en Coímbra que eligió como panteón familiar. La iniciativa para la fundación de este nuevo cenobio fue del arcediano Telo Odoáriz. Alfonso donó unas propiedades al lado de la muralla de la ciudad y financió su construcción que comenzó en junio de 1131, además de otorgarle posteriormente, varios privilegios y dominios que convirtieron a este establecimiento religioso en uno de los más ricos de Portugal.

### Proclamación del Reino de Portugal

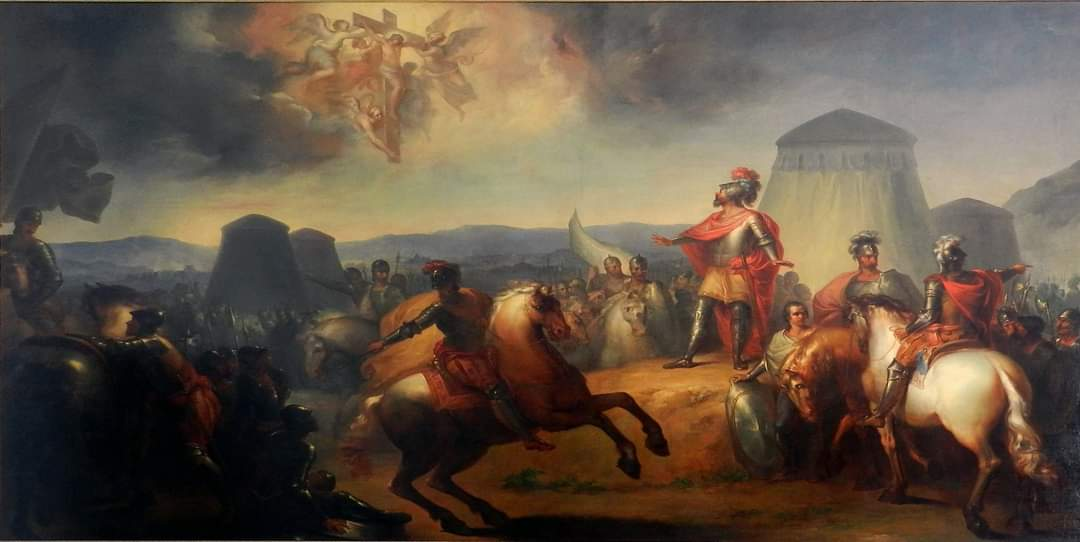
«El milagro de Ourique». Óleo en tela. Domingos Sequeira (1793)

Después de una gran victoria en la batalla de Ourique que se libró el 25 de junio de 1139, fiesta litúrgica de Santiago, contra un potente contingente del Imperio almorávide, Alfonso Henriques fue aclamado rey de Portugal por sus tropas.  Se celebraron grandes fiestas en Coímbra el 15 de agosto de ese año y, una misa solemne por el obispo de la diócesis. El primer diploma auténtico donde aparece con el título de rey data del 10 de abril de 1140.

Aun así, nunca usó, entre 1128 y 1139, el título de rey, sino de «príncipe» o «infante», lo que significa, de hecho, que no podía resolver la cuestión de su categoría política por su cuenta; es decir, debía admitir que esta dependía del consentimiento de Alfonso VII que era, de hecho, el heredero legítimo de Alfonso VI. Tampoco utilizó jamás el título de «conde» que le colocaría en una clara posición de dependencia del rey de León y de Castilla. (traducción)

Según la tradición, la independencia fue confirmada más tarde, en las cortes de Lamego, al recibir del arzobispo de Braga la corona de Portugal. Tras la victoria portuguesa en el torneo de Arcos de Valdevez en 1141, el reconocimiento por parte de Alfonso VII de León el emperador de la «dignidad regia» de Alfonso Henriques llegó en 1143 mediante el tratado de Zamora cuando ambos monarcas se reunieron el 4 y 5 de octubre en dicha ciudad con el legado papal, el cardenal Guido de Vico. El rey leonés, aparte de reconocer el título de rey, le entregó el señorío de Astorga «lo que significaba de su parte [de parte de Alfonso Henriques] que por la posesión de esa tenencia se consideraba su vasallo.» En dos documentos de la chancillería del rey de León emitidos en esas fechas, se menciona la presencia de Alfonso Henriques con el título de rey.
Consciente de la importancia de las fuerzas que amenazaban su poder, se concentró en negociar con la Santa Sede con un doble objetivo: conseguir la completa autonomía de la iglesia portuguesa y el reconocimiento del reino. Desde entonces, Alfonso I procuró consolidar la independencia. Realizó importantes donaciones a la iglesia y fundó diversos conventos. Intentó también conquistar terreno en el sur, poblado entonces por musulmanes, y conquistó Santarém y Lisboa en 1147 tras el sitio de Lisboa y la batalla de Sacavém.

### Conquistas provisorias de plazas leonesas
Desde 1166 hasta 1168, Alfonso I se había apoderado de varias plazas pertenecientes a la Corona leonesa. Fernando II de León repobló por aquellos días a Ciudad Rodrigo, y Alfonso, sospechando que su yerno la fortificaba con el propósito de molestarle, envió contra aquella plaza un ejército mandado por su hijo, el infante heredero Sancho. Acudió Fernando II de León en auxilio de la plaza amenazada, y en un encuentro que tuvo con las tropas portuguesas las puso en completa derrota, haciendo gran número de prisioneros. Despechado Alfonso I, entró por Galicia, se apoderó de Tuy (Pontevedra) y de otros muchos castillos, y en el año 1169 acometió primero la plaza de Cáceres. Luego acometió contra Badajoz poseída por los sarracenos, pero que pertenecía, en caso de conquista según el tratado de Sahagún, a la monarquía de León. Esto no obstante, Alfonso, atacó la plaza y quiso hacerla suya. Lo había casi logrado, y los musulmanes habían sido encerrados en un extremo de la población, cuando Fernando se presentó con sus huestes.
Alfonso I, que conoció la imposibilidad de sostener la lucha, quiso huir a uña de caballo, pero al pasar la puerta pegó contra uno de los hierros que la guarnecían y se rompió un muslo, siendo por consecuencia capturado por Fernando. Esta campaña dio por resultado un tratado de paz entre ambos reyes, en virtud del cual Alfonso recobró la libertad, en cambio de devolver al leonés las plazas de Cáceres, Badajoz, Trujillo, Santa Cruz de la Sierra, Montánchez y Monfragüe que en sus dominios le usurpara.

### Apoyo portugués al monarca castellano e independencia definitiva por bula papal
En 1178, en vista de una invasión de Fernando II de León a Castilla, Alfonso I apoyó a Alfonso VIII de Castilla y envió en su auxilio a un ejército comandado por su heredero Sancho. La paz de 1180 entre Fernando II y Alfonso VIII evitó una nueva guerra.
El 23 de mayo de 1179 el papa Alejandro III, a través de la bula Manifestus Probatum, reconoció a Alfonso el título de rey y a Portugal como reino independiente y como vasallo de la Iglesia.

### Muerte y sepultura

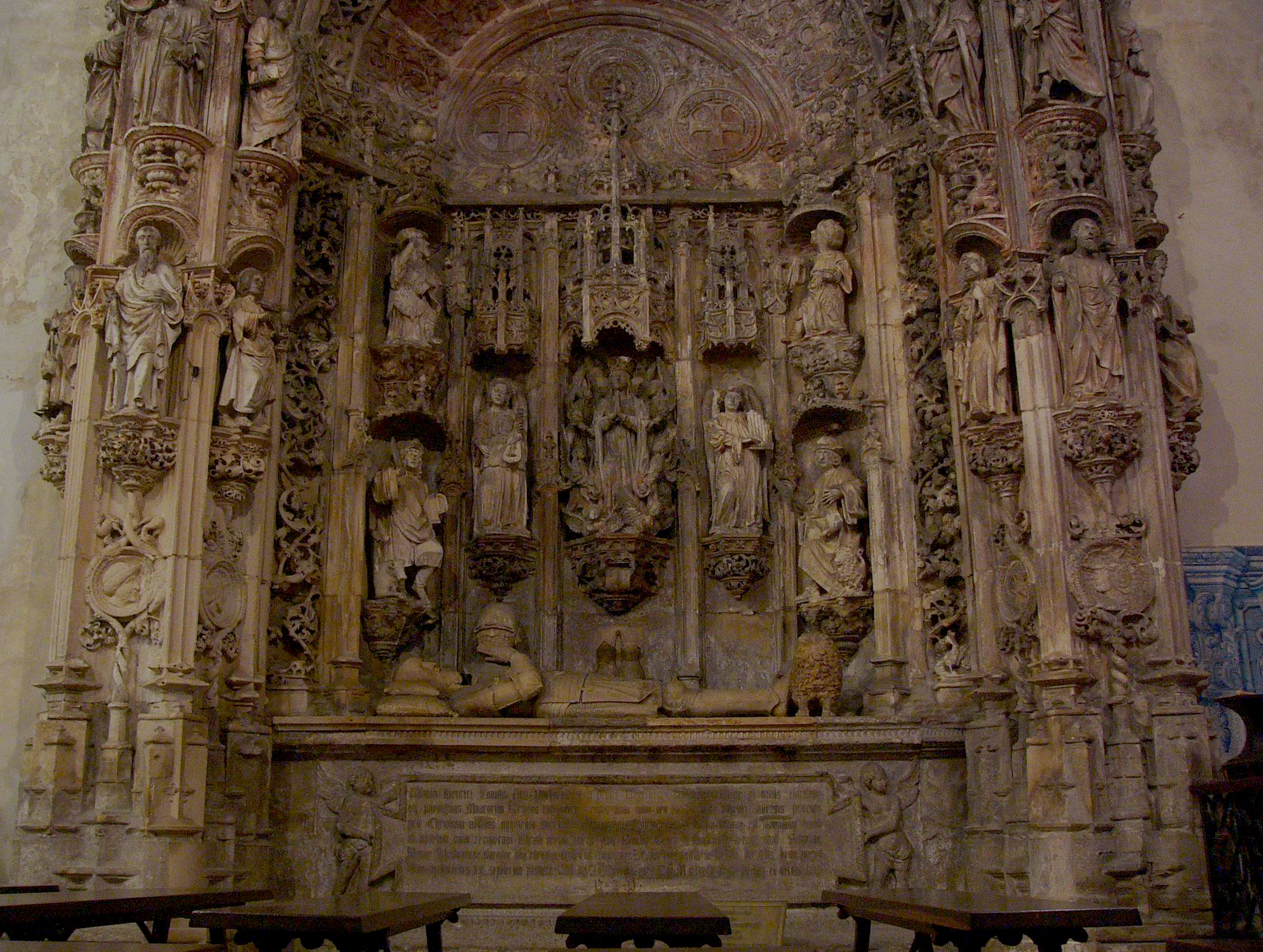
Sepulcro del rey Alfonso I de Portugal en el Monasterio de Santa Cruz (Coímbra)

El rey Alfonso Henriques falleció con 76 años de edad el 6 de diciembre de 1185 y fue enterrado en el monasterio de Santa Cruz en Coímbra que ayudó a fundar donde había sido sepultada anteriormente su esposa la reina Mafalda de Saboya. En julio de 1520, sus restos fueron trasladados desde el sencillo sepulcro original a otro más elaborado que fue mandado a labrar por su descendiente el rey Manuel I de Portugal.

## Matrimonio y descendencia
Contrajo matrimonio con Mafalda de Saboya, hija del conde Amadeo III de Saboya, en 1146 y ya en mayo de ese año se menciona el nombre de su esposa en las confirmaciones de documentos regios. De este matrimonio nacieron los siguientes hijos:
- Enrique (5 de marzo de 1147[28]-1155), llamado igual que su abuelo, falleció con apenas ocho años de edad. Representó a su padre, a pesar de su corta edad, con unos tres años en un concilio en la ciudad de Toledo;[29]
- Urraca (1148[29]-1211[30]). Contrajo matrimonio con el rey Fernando II de León, hijo de Alfonso VII el Emperador, rey de León, y fue la madre del rey Alfonso IX de León. Ingresó como freira en la Orden de San Juan de Jerusalén y fue sepultada en el Monasterio de Santa María de Wamba, situado en la actual provincia de Valladolid;
- Teresa (1151[29]-1218[31]), condesa de Flandes por su primer matrimonio con Felipe I[32] y duquesa de Borgoña por su segundo matrimonio con Eudes III;
- Mafalda (1153[29]-después de 1162). En enero de 1160, su padre y el conde de Barcelona, Ramón Berenguer IV, pactaron el matrimonio de Mafalda con el futuro Alfonso II de Aragón[28] que tenía unos tres o cuatro años de edad. Después de la muerte del conde de Barcelona en el verano de 1162, el rey Fernando II de León convenció a la reina viuda, Petronila de Aragón, para que anulase el compromiso del infante aragonés con Mafalda y se acordó  su matrimonio con la infanta Sancha, hija del segundo matrimonio de Alfonso VII de León.[33] Se desconoce el año de la muerte de Mafalda que falleció siendo niña.
- Sancho I de Portugal (11 de noviembre de 1154-26 de marzo de 1211). Bautizado con el nombre de Martín (Martinho) por haber nacido el día de dicho santo.[29] Sucedió a su padre en el trono y fue el segundo rey de Portugal;
- Juan (1156-25 de agosto de 1164);[34] y
- Sancha (24 de noviembre de 1157-1166/67), nació diez días antes de la muerte de su madre y murió antes de cumplir los diez años,[35][36] según el libro de los óbitos del monasterio de Santa Cruz en un 14 de febrero.[28]

Antes de su matrimonio con Mafalda tuvo un hijo, el primer varón, de Chamoa Gómez, hija del noble gallego Gómez Núñez de Pombeiro y de Elvira Pérez de Traba, hermana de Fernando y de Bermudo Pérez de Traba:
- Alfonso (1140-1207). Nacido alrededor de 1140, según recientes investigaciones, este es el mismo que también aparece llamado Fernando Alfonso que fue alférez del rey y después gran maestre de la Orden de San Juan de Jerusalén. Su presencia se registra en la corte por primera vez en 1159 y sucedió en el cargo de alférez real a su medio hermano, Pero Pais da Maia (Pedro Peláez de Maia), hijo del matrimonio legítimo de su madre con el señor de Maia,[39] que ocupó el cargo desde 1147 hasta 1169, refugiado en el reino de León después de la derrota en Badajoz.[39][40]

Con Elvira Gálter tuvo a:
- Urraca Alfonso.[41] En 1185 su padre le donó Avô. En la donación estipula que el señorío solamente podía pasar a los  hijos tenidos con su marido Pedro Alfonso de Ribadouro (también llamado Pedro Alfonso Viegas) nieto de Egas Moniz, «el Ayo».[42] lo que puede indicar otro matrimonio, anterior o después de enviudar de Pedro Alfonso. En 1187 cambió este señorío de Avô por el de Aveiro con su medio hermano, el rey Sancho I de Portugal. Falleció después de 1216 ya que en enero de ese año el matrimonio realizó una donación al monasterio de Tarouca.[43] Una hija de Urraca y su esposo Pedro Alfonso de Ribadouro fue Sancha Pérez de Lumiares que contrajo matrimonio con Pedro Rodríguez Girón.[44]
- Teresa Alfonso (1135-?), en algunas genealogías aparece como hija de Elvira Gálter,[45] y en otras como hija de Chamoa Gómez. Se casó en primeras nupcias con Sancho Núñez de Barbosa de quien tuvo a Urraca Sánchez, la esposa de Gonzalo Méndez de Sousa, padre del conde Mendo González de Sousa llamado el «Sousaõ».[46] Después volvió a contraer matrimonio con el ricohombre Fernando Martins Bravo, señor de Braganza y de Chávez de quien no tuvo sucesión.[46]

También fue padre de:
- Pedro Alfonso (m. después de 1183), señor de Arega y Pedrógão, alcalde de Abrantes en 1179 y alférez del rey entre 1181 y 1183.[47][48]

| Predecesor: Enrique de Borgoña | Conde de Portugal Regencia de Teresa de León hasta 1128 1112-1139                                    | Sucesor: Se convierte en rey |
| Predecesor: Nuevo título       | Rey de Portugal 1139-1185 bajo regencia de sus hijos Teresa de Portugal (1169-84) y Sancho (1169-85) | Sucesor: Sancho I            |

## Genealogía
| \| \| \| \| \| \| \| \| \| \| \| \| \| \| \| \| \| \| \| \| 16. Roberto II, rey de Francia \| \| \| \| \| \| \| \| \| \| \| \| \| \| \| \| \| \| \| \| \| \| \| \| \| \| \| \| \| \| \| \| \| \| \| \| \| \| \| \| \| \| \| \| \| \| \| \| \| \| \| \| \| \| 8. Roberto I, duque de Borgoña \| \| \| \| \| \| \| \| \| \| \| \| \| \| \| \| \| \| \| \| \| \| \| \| \| \| \| \| \| \| \| \| \| \| \| \| \| \| \| \| \| \| \| \| \| \| \| \| \| \| \| \| \| \| 17. Constanza de Arlés \| \| \| \| \| \| \| \| \| \| \| \| \| \| \| \| \| \| \| \| \| \| \| \| \| \| \| \| \| \| \| \| \| \| \| \| \| \| \| \| \| \| \| \| \| \| \| \| \| \| \| \| \| \| 4. Enrique de Borgoña el Doncel \| \| \| \| \| \| \| \| \| \| \| \| \| \| \| \| \| \| \| \| \| \| \| \| \| \| \| \| \| \| \| \| \| \| \| \| \| \| \| \| \| \| \| \| \| \| \| \| \| \| \| \| \| \| 18. Dalmacio I de Semur, barón de Semur-en-Brionnais \| \| \| \| \| \| \| \| \| \| \| \| \| \| \| \| \| \| \| \| \| \| \| \| \| \| \| \| \| \| \| \| \| \| \| \| \| \| \| \| \| \| \| \| \| \| \| \| \| \| \| \| \| \| 9. Elena de Semur-en-Brionnais \| \| \| \| \| \| \| \| \| \| \| \| \| \| \| \| \| \| \| \| \| \| \| \| \| \| \| \| \| \| \| \| \| \| \| \| \| \| \| \| \| \| \| \| \| \| \| \| \| \| \| \| \| \| 19. Aremburge de Vergy \| \| \| \| \| \| \| \| \| \| \| \| \| \| \| \| \| \| \| \| \| \| \| \| \| \| \| \| \| \| \| \| \| \| \| \| \| \| \| \| \| \| \| \| \| \| \| \| \| \| \| \| \| \| 2. Enrique de Borgoña, conde de Portugal \| \| \| \| \| \| \| \| \| \| \| \| \| \| \| \| \| \| \| \| \| \| \| \| \| \| \| \| \| \| \| \| \| \| \| \| \| \| \| \| \| \| \| \| \| \| \| \| \| \| \| \| \| \| 1. Alfonso I, rey de Portugal \| \| \| \| \| \| \| \| \| \| \| \| \| \| \| \| \| \| \| \| \| \| \| \| \| \| \| \| \| \| \| \| \| \| \| \| \| \| \| \| \| \| \| \| \| \| \| \| \| \| \| \| \| \| 24. Sancho Garcés III, rey de Pamplona \| \| \| \| \| \| \| \| \| \| \| \| \| \| \| \| \| \| \| \| \| \| \| \| \| \| \| \| \| \| \| \| \| \| \| \| \| \| \| \| \| \| \| \| \| \| \| \| \| \| \| \| \| \| 12. Fernando I de León \| \| \| \| \| \| \| \| \| \| \| \| \| \| \| \| \| \| \| \| \| \| \| \| \| \| \| \| \| \| \| \| \| \| \| \| \| \| \| \| \| \| \| \| \| \| \| \| \| \| \| \| \| \| 25. Mayor, condesa de Castilla \| \| \| \| \| \| \| \| \| \| \| \| \| \| \| \| \| \| \| \| \| \| \| \| \| \| \| \| \| \| \| \| \| \| \| \| \| \| \| \| \| \| \| \| \| \| \| \| \| \| \| \| \| \| 6. Alfonso VI, rey de León \| \| \| \| \| \| \| \| \| \| \| \| \| \| \| \| \| \| \| \| \| \| \| \| \| \| \| \| \| \| \| \| \| \| \| \| \| \| \| \| \| \| \| \| \| \| \| \| \| \| \| \| \| \| 26. Alfonso V, rey de León \| \| \| \| \| \| \| \| \| \| \| \| \| \| \| \| \| \| \| \| \| \| \| \| \| \| \| \| \| \| \| \| \| \| \| \| \| \| \| \| \| \| \| \| \| \| \| \| \| \| \| \| \| \| 13. Sancha de León \| \| \| \| \| \| \| \| \| \| \| \| \| \| \| \| \| \| \| \| \| \| \| \| \| \| \| \| \| \| \| \| \| \| \| \| \| \| \| \| \| \| \| \| \| \| \| \| \| \| \| \| \| \| 27. Elvira Menéndez \| \| \| \| \| \| \| \| \| \| \| \| \| \| \| \| \| \| \| \| \| \| \| \| \| \| \| \| \| \| \| \| \| \| \| \| \| \| \| \| \| \| \| \| \| \| \| \| \| \| \| \| \| \| 3. Teresa de León \| \| \| \| \| \| \| \| \| \| \| \| \| \| \| \| \| \| \| \| \| \| \| \| \| \| \| \| \| \| \| \| \| \| \| \| \| \| \| \| \| \| \| \| \| \| \| \| \| \| \| \| \| \| 7. Jimena Muñoz \| \| \| \| \| \| \| \| \| \| \| \| \| \| \| \| \| \| \| \| \| \| \| \| \| \| \| \| \| \| \| \| \| \| \| \| \| \| \| \| \| \| \| \| \| \| \| \| \| \| \| \| |                                                      |  |  |  |  |  |  |  |  |  |  |  |  |  |  |  |
| |                                                      |  |  |  |  |  |  |  |  |  |  |  |  |  |  |  |
| | 16. Roberto II, rey de Francia                       |  |  |  |  |  |  |  |  |  |  |  |  |  |  |  |
| |                                                      |  |  |  |  |  |  |  |  |  |  |  |  |  |  |  |
| |                                                      |  |  |  |  |  |  |  |  |  |  |  |  |  |  |  |
| | 8. Roberto I, duque de Borgoña                       |  |  |  |  |  |  |  |  |  |  |  |  |  |  |  |
| |                                                      |  |  |  |  |  |  |  |  |  |  |  |  |  |  |  |
| |                                                      |  |  |  |  |  |  |  |  |  |  |  |  |  |  |  |
| | 17. Constanza de Arlés                               |  |  |  |  |  |  |  |  |  |  |  |  |  |  |  |
| |                                                      |  |  |  |  |  |  |  |  |  |  |  |  |  |  |  |
| |                                                      |  |  |  |  |  |  |  |  |  |  |  |  |  |  |  |
| | 4. Enrique de Borgoña el Doncel                      |  |  |  |  |  |  |  |  |  |  |  |  |  |  |  |
| |                                                      |  |  |  |  |  |  |  |  |  |  |  |  |  |  |  |
| |                                                      |  |  |  |  |  |  |  |  |  |  |  |  |  |  |  |
| | 18. Dalmacio I de Semur, barón de Semur-en-Brionnais |  |  |  |  |  |  |  |  |  |  |  |  |  |  |  |
| |                                                      |  |  |  |  |  |  |  |  |  |  |  |  |  |  |  |
| |                                                      |  |  |  |  |  |  |  |  |  |  |  |  |  |  |  |
| | 9. Elena de Semur-en-Brionnais                       |  |  |  |  |  |  |  |  |  |  |  |  |  |  |  |
| |                                                      |  |  |  |  |  |  |  |  |  |  |  |  |  |  |  |
| |                                                      |  |  |  |  |  |  |  |  |  |  |  |  |  |  |  |
| | 19. Aremburge de Vergy                               |  |  |  |  |  |  |  |  |  |  |  |  |  |  |  |
| |                                                      |  |  |  |  |  |  |  |  |  |  |  |  |  |  |  |
| |                                                      |  |  |  |  |  |  |  |  |  |  |  |  |  |  |  |
| | 2. Enrique de Borgoña, conde de Portugal             |  |  |  |  |  |  |  |  |  |  |  |  |  |  |  |
| |                                                      |  |  |  |  |  |  |  |  |  |  |  |  |  |  |  |
| |                                                      |  |  |  |  |  |  |  |  |  |  |  |  |  |  |  |
| | 1. Alfonso I, rey de Portugal                        |  |  |  |  |  |  |  |  |  |  |  |  |  |  |  |
| |                                                      |  |  |  |  |  |  |  |  |  |  |  |  |  |  |  |
| |                                                      |  |  |  |  |  |  |  |  |  |  |  |  |  |  |  |
| | 24. Sancho Garcés III, rey de Pamplona               |  |  |  |  |  |  |  |  |  |  |  |  |  |  |  |
| |                                                      |  |  |  |  |  |  |  |  |  |  |  |  |  |  |  |
| |                                                      |  |  |  |  |  |  |  |  |  |  |  |  |  |  |  |
| | 12. Fernando I de León                               |  |  |  |  |  |  |  |  |  |  |  |  |  |  |  |
| |                                                      |  |  |  |  |  |  |  |  |  |  |  |  |  |  |  |
| |                                                      |  |  |  |  |  |  |  |  |  |  |  |  |  |  |  |
| | 25. Mayor, condesa de Castilla                       |  |  |  |  |  |  |  |  |  |  |  |  |  |  |  |
| |                                                      |  |  |  |  |  |  |  |  |  |  |  |  |  |  |  |
| |                                                      |  |  |  |  |  |  |  |  |  |  |  |  |  |  |  |
| | 6. Alfonso VI, rey de León                           |  |  |  |  |  |  |  |  |  |  |  |  |  |  |  |
| |                                                      |  |  |  |  |  |  |  |  |  |  |  |  |  |  |  |
| |                                                      |  |  |  |  |  |  |  |  |  |  |  |  |  |  |  |
| | 26. Alfonso V, rey de León                           |  |  |  |  |  |  |  |  |  |  |  |  |  |  |  |
| |                                                      |  |  |  |  |  |  |  |  |  |  |  |  |  |  |  |
| |                                                      |  |  |  |  |  |  |  |  |  |  |  |  |  |  |  |
| | 13. Sancha de León                                   |  |  |  |  |  |  |  |  |  |  |  |  |  |  |  |
| |                                                      |  |  |  |  |  |  |  |  |  |  |  |  |  |  |  |
| |                                                      |  |  |  |  |  |  |  |  |  |  |  |  |  |  |  |
| | 27. Elvira Menéndez                                  |  |  |  |  |  |  |  |  |  |  |  |  |  |  |  |
| |                                                      |  |  |  |  |  |  |  |  |  |  |  |  |  |  |  |
| |                                                      |  |  |  |  |  |  |  |  |  |  |  |  |  |  |  |
| | 3. Teresa de León                                    |  |  |  |  |  |  |  |  |  |  |  |  |  |  |  |
| |                                                      |  |  |  |  |  |  |  |  |  |  |  |  |  |  |  |
| |                                                      |  |  |  |  |  |  |  |  |  |  |  |  |  |  |  |
| | 7. Jimena Muñoz                                      |  |  |  |  |  |  |  |  |  |  |  |  |  |  |  |
| |                                                      |  |  |  |  |  |  |  |  |  |  |  |  |  |  |  |
| |                                                      |  |  |  |  |  |  |  |  |  |  |  |  |  |  |  |